# Eromanga (Queensland)
Eromanga é uma pequena cidade no Sul de Queensland, Austrália.  No censo de 2006, Eromanga tinha uma população de 171 habitantes.
A cidade localiza-se na margem da Bacia de Eromanga, que existia no Cretácico Inferior. É conhecida pelos seus muitos poços de petróleo e minas de opala, e pelas muitas propriedades de colonos donos de gado e ovelhas que chegaram e apoderaram-se da terra na década de 1860. O nome da cidade data dessa época. Eromanga também é conhecida por ser a cidade da Austrália localizada no ponto mais distante do mar.
A cidade é referida no anime 2x2 = Shinobuden, devido à semelhança do nome com os termos ero e manga (literalmente mangá erótico), e também numa piada semelhante no episódio 2 do anime Ichigo Mashimaro. O nome, na realidade, significa "planície dos temporais quentes." [carece de fontes?]

## Paleontologia
Esta região da Austrália é famosa como cemitério de dinossauros e nela foi encontrado o maior fóssil já descoberto no país, 'Cooper', com cerca de trinta metros de comprimento.
Em Agosto de 2009 foi descoberto um fóssil alcunhado de 'Zac', ainda não descrito, que se supõe pertencer a uma espécie nova. O esqueleto de 'Zac', menor que o de 'Cooper, foi encontrado mais completo e em melhor estado de conservação. Em comum com outros saurópodes, 'Zac' tem o pescoço muito longo, cauda longa e uma pequena cabeça, e data de aproximadamente 97 milhões de anos.